# Uragano Matthew
Matthew è stato un violento uragano atlantico formatosi nel 2016, il primo uragano di categoria 5 nel bacino Atlantico dal 2007. Tredicesima tempesta tropicale con nome, quinto uragano e secondo uragano maggiore (di categoria 3 o superiore sulla scala Saffir-Simpson), Matthew portò devastazione e perdite di vite soprattutto ad Haiti, Cuba, Repubblica Dominicana, Bahamas e USA. Ci furono 603 vittime accertate di cui 546 ad Haiti, 47 negli Stati Uniti, 4 a Cuba, 4 nella Repubblica Dominicana, 1 in Colombia e 1 in Saint Vincent e Grenadine; questo bilancio ha reso Matthew il più mortale uragano nell'Atlantico dall'uragano Stan del 2005 (che fece più di 1600 vittime nel centro America). I danni totali stimati furono di 15 miliardi USD.

## Storia della tempesta

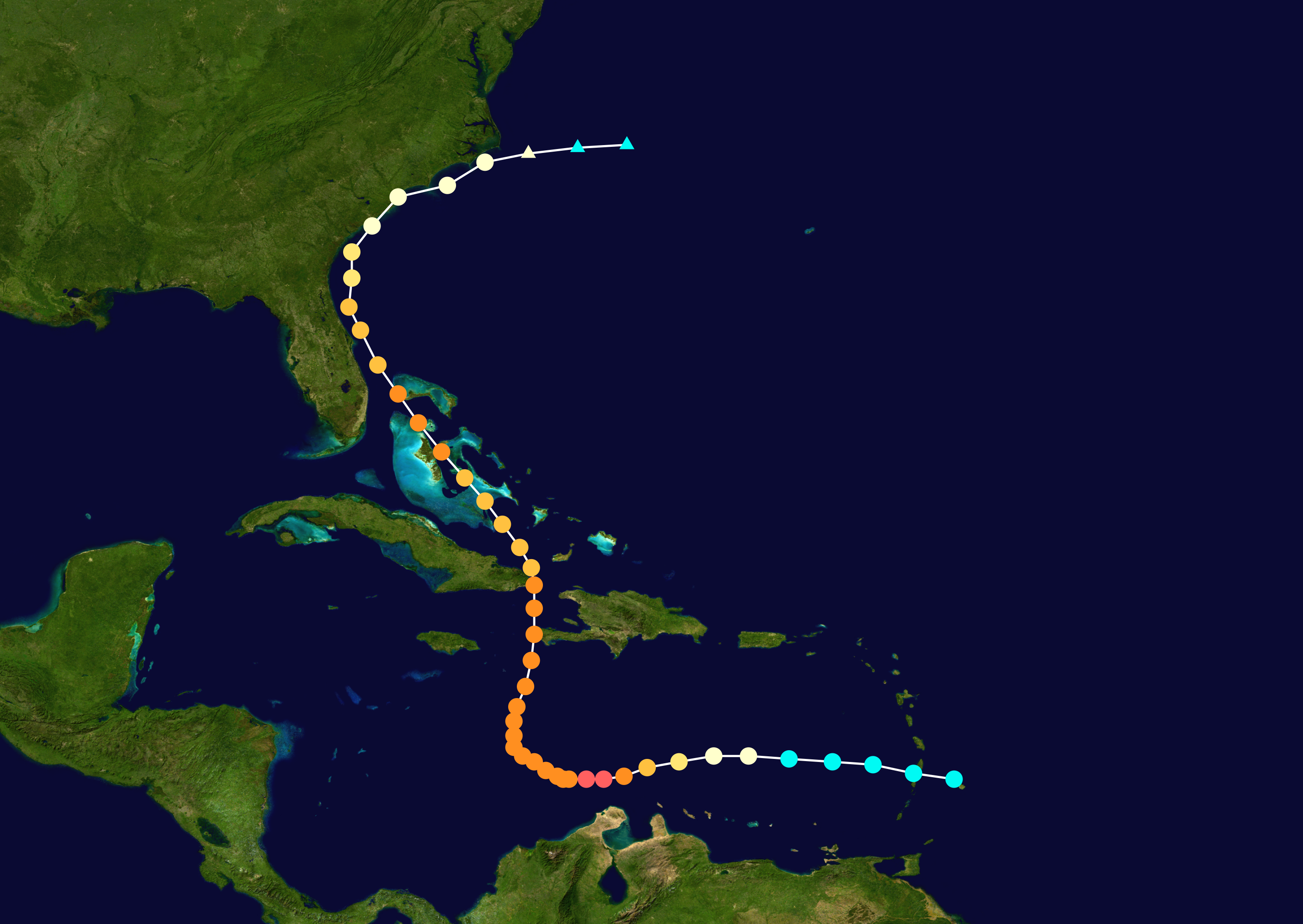
Il percorso di Matthew

Formatosi a partire da un'onda tropicale che proveniva dall'Africa, si sviluppò in una tempesta tropicale appena a est delle Piccole Antille il 28 settembre 2016. Divenne un uragano al largo del Venezuela il 29 settembre e qui iniziò un periodo di rapida intensificazione. La velocità dei venti sostenuti più che raddoppiarono nell'arco di 24h, passando da 130 km/h (80 mph) a 270 km/h (165 mph); Matthew raggiunse così categoria 5 il primo ottobre a 13.4°N - la più bassa latitudine mai registrata per un uragano di categoria 5. Matthew perse di intensità mentre si dirigeva verso nord diretto sulle Grandi Antille, rimandi categoria 4 quando fece approdo su Haiti il 4 ottobre e su Cuba il giorno successivo. Matthew perse ulteriormente intensità a seguito dell'interazione con la terra, ma riguadagnò forza mentre si dirigeva verso le Bahamas. L'uragano in seguito corse parallelo alla costa est degli Stati Uniti perdendo pian piano intensità prima di fare l'ultimo approdo l'8 ottobre in Sud Carolina a categoria 1. Si dissipò sopra l'Oceano Atlantico il 9 ottobre 2016.

## Impatto

### Haiti

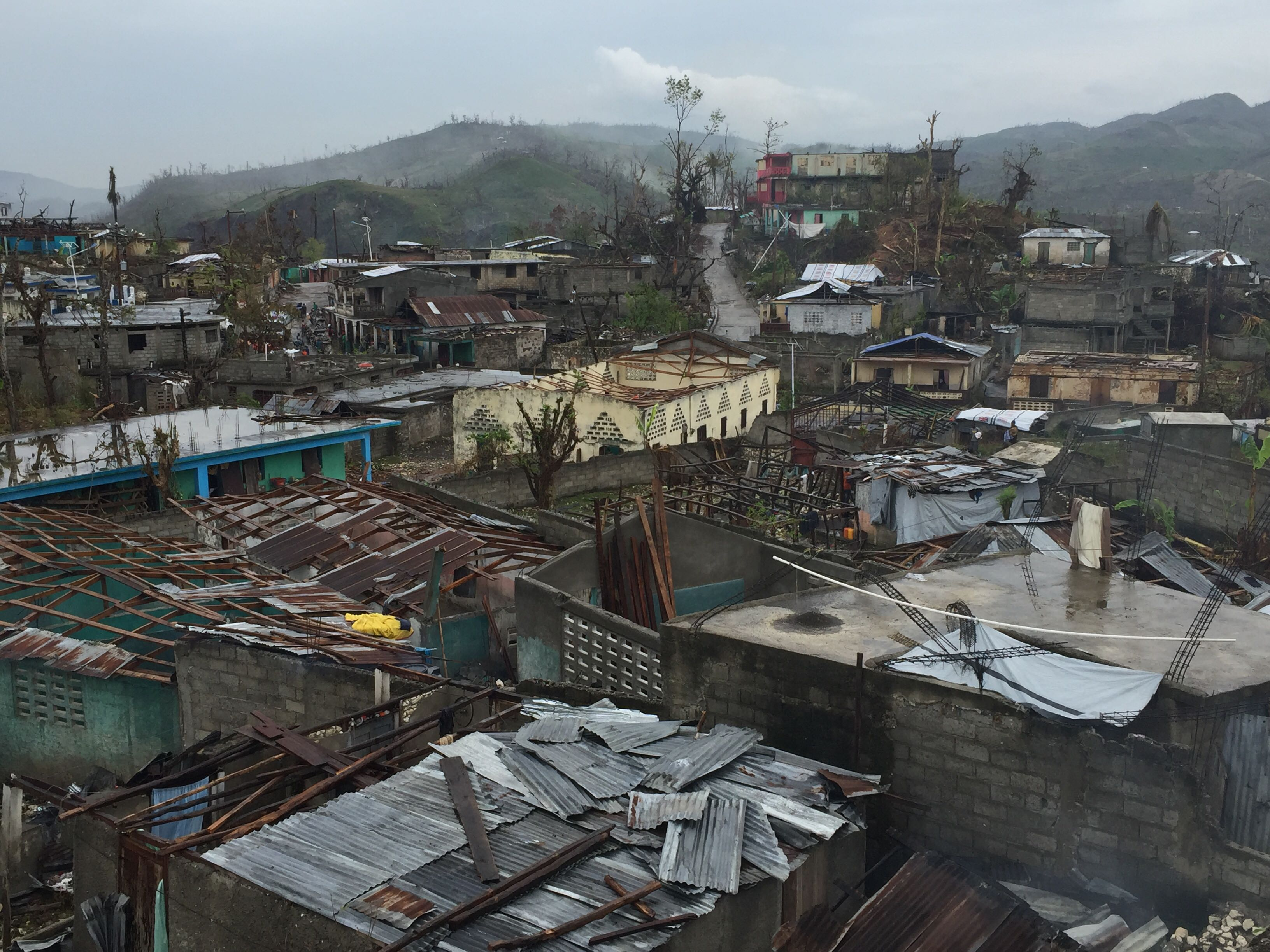
Danni provacati da Matthew a Moron, Haiti

L'uragano Matthew fece approdo a categoria 4 nel sud-est del paese la mattina del 4 ottobre. Almeno 1,1 milioni di persone furono investite da venti di intensità da uragano (>119 km/h; 74 mph). La pioggia accumulata variò dai 510 mm ai 1020 mm (20 in; 40 in) in tutto il sud-est del paese. La marea causata dalla tempesta fu di 3 m (9.8 ft) e interessò 11 municipalità lungo la costa.
Secondo la Protezion Civile ci furono 546 vittime, 128 dispersi e 439 feriti. Il governo stimò i danni a 1,9 miliardi USD. La tempesta lasciò 1.4 milioni di persone in stato di necessità e 175.000 persone persero la casa.

### Cuba
L'uragano colpì maggiormente la provincia di Guantánamo, nell'estremo est del paese. La città di Baracoa fu gravemente danneggiata dai forti venti e dalle marea che distrusse molti edifici. Non furono registrate vittime nella città. Una torre di comunicazione a Majayara crollò, lasciando molte comunità isolate. I danni totali nel paese ammontano a 2,2 miliardi USD, molti dei quali nella provincia di Guantanamo. Ci furono 4 vittime in tutto il paese.

### Bahamas

Matthew passa sopra le Bahamas

L'isola di Grand Bahama fu la più colpita in tutto l'arcipelago. Circa il 95% delle case a Eight Mile Rock e a Helmes Rock furono gravemente danneggiate. I danni da marea colpirono soprattutto la parte ovest dell'isola. La perdita economica fu di 600 milioni di USD. Non ci furono vittime.

### Stati Uniti
La tempesta fece 47 vittime di cui 26 nel Nord Carolina, 12 in Florida, 3 in Georgia, 4 in Sud Carolina e 2 in Virginia. I danni nel paese furono di 10 miliardi USD.
Al Kennedy Space Center le raffiche di vento raggiunsero i 219 km/h; la struttura subì danni da diversi milioni di dollari.

## Ritiro
Il 26 marzo 2017 l'organizzazione meteorologica mondiale annunciò il ritiro del nome Matthew in seguito ai vasti danni causati dall'uragano. Il nome non sarà più usato per altri uragani atlantici e sarà rimpiazzato dal nome Martin a partire dalla stagione del 2022.